# Monica Giuntini
Monica Giuntini (ur. 29 listopada 1963 w Volterrze) – włoska polityk, samorządowiec, od 2008 do 2009 deputowana do Parlamentu Europejskiego.

## Życiorys
Była radną gminy Castagneto Carducci (1985–1990), zastępcą burmistrza (do 1993) i następnie burmistrzem tej miejscowości (do 2004). Od 1999 zasiadała w komitecie wykonawczym związku gmin włoskich w Toskanii. W latach 2004–2008 pełniła funkcję wiceprzewodniczącej władz prowincji Livorno ds. edukacji, pracy i integracji europejskiej.
Od 2000 wchodziła w skład zarządu regionalnego Demokratów Lewicy. W 2007 przystąpiła z tym ugrupowaniem do Partii Demokratycznej.
W październiku 2008 objęła wakujący mandat posła do Europarlamentu z listy Drzewa Oliwnego (zastąpiła Lilli Gruber). Została członkinią Grupy Socjalistycznej oraz Komisji Rozwoju Regionalnego. W PE zasiadała do lipca 2009.